# Oca (araldica)
In araldica l'oca ha una fama migliore che nel parlare comune, in quanto è assunta a simbolo di vigilanza e custodia per il suo sonno leggerissimo, come testimoniato anche dall'episodio delle oche del Campidoglio.

## Posizione araldica ordinaria
L'oca ordinariamente è d'argento e si pone di profilo verso destra.

## Attributi araldici
- Appollaiata;
- beccante nell'atto di beccare;
- imbeccata, illuminata (o allumata) o piotata se ha di un altro smalto rispettivamente il becco, gli occhi o le zampe;
- ferma;
- natante se è sull'acqua;
- passante nell'atto di camminare;
- perticata se appollaiata sopra una pertica o bastone o altro sostegno lungo e verticale[3];
- rivoltata se è posta verso sinistra;
- sorante, nell'atto di spiccare il volo.

## Esempi

Oca nello stemma di Monheim am Rhein, Germania
Oca sorante (Circondario del Prignitz, Germania)
Di verde, all'oca maschio d'argento, rivoltata, nuotante su onde dello stesso, movente dalla punta, sormontato da un'ombra di sole d'oro (Jarnages, Francia)
D'azzurro, all'oca d'argento, imbeccata e piotata di nero, sormontata da una corona da visconte d'argento (Oye-Plage, Francia)